# Aberdour Conservation Park
Aberdour Conservation Park är en park i Australien.   Den ligger i delstaten South Australia, i den södra delen av landet, 800 kilometer väster om huvudstaden Canberra. Aberdour Conservation Park ligger 101 meter över havet.
Terrängen runt Aberdour Conservation Park är huvudsakligen platt. Aberdour Conservation Park ligger uppe på en höjd. Trakten runt Aberdour Conservation Park är nära nog obefolkad, med mindre än två invånare per kvadratkilometer..
Trakten runt Aberdour Conservation Park består till största delen av jordbruksmark.